# Dol Àmroth

Bandera de Dol Àmroth

En el món fictici de J. R. R. Tolkien, Dol Àmroth era un turó situat a la costa de Góndor, en una península de la Badia de Belfalas; i també la ciutat que va créixer allà dalt, principalment durant la Tercera Edat, com a capital d'un principat amb el mateix nom. En El Senyor dels Anells, el Príncep Imrahil és el Príncep de Dol Àmroth.

## Context narratiu

### Edhellond
Dol Àmroth està al del sud de la boca del riu Mórthond. Els elfs havien viscut en l'àrea circumdant molt temps. Tot i que Tolkien escriu que els elfs Nandorin van arribar per l'Ànduin a principis de la Primera Edat, és només en la Segona Edat es menciona un assentament èlfic a Dol Àmroth. Algunes fonts diuen que hi havia un petit assentament trobat per refugiats de Beleríand a Edhellond ("Port èlfic"). Altres diuen que els elfs Nandorin van acompanyar Na Galàdriel a aquesta regió des de Lórien després de la derrota de Sàuron a Èriador durant Segona Edat. Els elfs van continuar vivint allà durant la Tercera Edat, fins que l'últim vaixell va salpar d'Edhellon cap a Aman l'any 1981 de la Tercera Edat.

### El Turó d'Àmroth
El terme Dol Àmroth (que significa "el Turó d'Àmroth" en síndarin) es refereix a un turó del nord de la Badia de Belfalas.
No és clar com el turó va adquirir el nom d'Àmroth. En els Contes Inacabats s'explica que Àmroth va viure durant la Segona Edat pels voltants de Dol Àmroth.

## En la cultura popular
Assassins of Dol Amroth ("Assassins de Dol Àmroth"), publicat l'any 1987, és una expansió del joc El Senyor dels Anells, el joc de rol de la Terra Mitjana.
Dol Àmroth va ser inclòs a l'Actualització 14 ("Path of the Dead", "Camins dels Morts") al joc en línia d'El Senyor dels Anells.